# 아구스틴 가인사
아구스틴 가인사 비칸디(스페인어: Agustín Gaínza Vicandi; 1922년 5월 28일, 바스크 주 바사우리 ~ 1995년 1월 6일, 바스크 주 바사우리)는 스페인의 축구 공격수이자 감독이다.

## 클럽 경력
피루(Piru)라는 별칭으로 알려진 가인사는 현역 시절 전부를 아틀레틱 빌바오 선수로서 보냈다. 비스카이아 도 바사우리 출신이었던 그는 1939년 1월 15일에 에란디오에서 벌어진 비스카이아 선수권 대회의 경기에서 신고식을 치르고 득점을 올렸는데, 당시 그는 16세 7개월 18일이었다. 그에 따라 그는 1914년의 도밍고 고메스-아세도에 이어 최연소 첫 경기 출전 2위를 기록했는데, 이 기록은 2009년에 이케르 무니아인이 7일 앞당기면서 기록이 깨졌다. 그 다음 주에는 또다시 득점으로 같은 부문 기록을 올렸다.
가인사는 1940년 10월 13일, 0-1로 패한 에르쿨레스와의 원정 무대에서 라 리가 경기에서 신고식을 치렀고, 그 후로 빌바오 소속으로 줄곧 19시즌을 활약하면서 380번의 경기에 출전해 119골을 넣었다. 그는 산 마메스의 사자 군단 소속으로 활약하면서 9번의 주요 대회 우승을 거두었는데, 이 중 2번의 리그 우승이며 7번의 코파 델 헤네랄리시모 우승이었고, 비스카이아 선수권 대회와 수페르코파의 전신인 코파 에바 두아르테도 우승한 적이 있다. 1958년 5월, 그는 잉글랜드 웨스트 브로미치 앨비언과 헌정 경기를 치르기도 했다. 공교롭게도 이 경기의 결승골 득점자인 로니 앨런은 나중에 아틀레틱의 감독으로 취임했고, 구단 사이의 더 많은 친선 경기를 계획하기에 이르었다.
1958-59 시즌이 끝나고, 37세의 가인사는 494번의 공식 경기 출장의 기록을 내고 은퇴를 선언하였는데, 당시 가인사는 구단 역사상 역대 최다 출전 기록을 세웠었다. 그는 구단의 역대 최연소 득점 목록에도 이름을 올리고 있지만, 구단 역사상 최연장 득점 기록도 세우고 있는데, 이 기록을 1959년 3월자 세비야와의 경기에서 기록할 당시 그의 나이는 36세 298일이었다. 그의 기록은 58년 동안 이어졌는데, 이 기록은 2017년 12월에 아리츠 아두리스가 경신했다.
가인사는 코파 델 레이 개인 최다 우승 기록도 세웠다: 그는 7번 우승을 거두었고, 9번의 결승전에 출전했으며, 99경기에 출전해 단일 구단으로 역대 최다 출전 기록을 세웠으며, 1차전에서 0-1로 패하고 12-1로 이긴 셀타 비고와의 1947년 8강 2차전 경기에서는 단일 경기 최다 득점 기록도 세웠다.
가인사는 1960년대에 4년 동안 아틀레틱을 이끌었다. 그러나, 그는 1968-69 시즌에 6경기 만에 해임되어 바통을 전 동료였으며 국내 컵대회 우승으로 이끈 라파엘 이리온도에게 넘겼다.

## 국가대표팀 경력
가인사는 33차례 스페인 국가대표팀 경기에 출전하여 10골을 기록했다. 그는 1945년 3월 11일에 포르투갈과의 친선경기에서 국가대표팀 첫 경기를 치렀고, 아틀레틱에서처럼, 1950년 FIFA 월드컵에서는 자국 국가대표팀 주장을 맡아 선수단을 4위로 이끌었다.

## 사생활
가인사의 형 미겔(1920년생 1986년졸)도 축구 선수였다. 미겔은 수비수로 아틀레틱 빌바오에서 활약한 경험이 있으며, 바라칼도에서도 활동했다. 유년 시절에 대해 보도된 바에 따르면, 본래 아구스틴은 축구에 관심이 없었으며, 미겔의 추천으로 축구를 했으며, 청소년기에 아틀레틱 측이 접근했을 당시에는 축구를 업으로 삼을 지에 고민했고, 그의 형이 수락을 부축였다고 밝혔다.
1997년, 조각가 호세 마누엘 알베르디는 가인사 흉상 둘을 세웠다. 하나는 그의 고향 바사우리에 세웠고,(군 내의 지역 지지단체에 기부) 다른 한 흉상은 아틀레틱 빌바오의 레사마 훈련 본부에 세워졌다.

## 최후
가인사는 1995년 1월 6일, 그의 고향에서 향년 72세로 영면에 들었다.

## 수상
아틀레틱 빌바오
- 라 리가: 1942–43, 1955–56
- 코파 델 헤네랄리시모: 1943, 1944, 1944–45, 1949–50, 1955, 1956, 1958
- 코파 에바 두아르테: 1950

## 같이 보기
- 원클럽맨 명단